# Volta a Zamora
A Volta a Zamora ou  Volta a Samora (em espanhol : Vuelta a Zamora) é uma corrida de ciclismo por etapas que se desenvolve na província de Samora, em Castela e Leão. Criada em 1984, está disputada unicamente por corredores aficionados.

## Palmarés
| Ano   | Ganhador                           | Segundo                         | Terceiro                  |
| ----- | ---------------------------------- | ------------------------------- | ------------------------- |
| 1985  | Belmiro Silva                      | Laudelino Cubino                | Björn Bäckmann            |
| 1986  | José Carlos Pliego                 | Alejandro Vázquez               | Fabián García             |
| 1987  | José Antonio Sánchez Valencia [es] | Federico García Melia           | Juan Carlos Arribas       |
| 1988  | Pedro Merayo                       | Luis Miguel Guerra              | José Luis Díaz            |
| 1989  | Rafael López                       | Pedro Luis García               | Miguel A. Colmenero       |
| 1990  | Antonio Sánchez García             | José A. Mereciano               | Carlos A. Torres          |
| 1991  | Ignacio Duque                      | Antonio Martín Velasco          | Iñigo González de Heredia |
| 1992  | José Manuel García García          | Julio Coello                    | Javier Pascual Llorente   |
| 1993  | José A. Ruiz                       | Gabriel Martínez                | Juan Manuel Toribio       |
| 1994  | Claus Michael Møller               | Juan C. Martín                  | Jon Carbayeda             |
| 1995  | Mikel Pradera                      | Miguel Ángel Manteiga           | Juan C. Estrada           |
| 1996  | não disputado                      |                                 |                           |
| 1997  | Mario Herráez                      | David Martínez                  | Óscar Movilla             |
| 1998  | César García Calvo                 | Alberto David Fernández Hurtado | Mario Herráez             |
| 1999  | Iban Mayo                          | Alexis Rodríguez                | Miguel Ángel Manteiga     |
| 2000  | Patxi Vila                         | Sergio Pérez                    | Alexis Rodríguez          |
| 2001  | Juan Manuel Fuentes                | Pedro Arreitunandia             | Gerardo García            |
| 2002  | Francisco Palacios                 | Juan Pablo Magallanes           | Oleg Radinov              |
| 2003  | José Adrián Bonilla                | Alberto Martín                  | Moisés Dueñas             |
| 2004  | Ignacio Sarabia                    | Víctor Gómez                    | Alexei Bougrov            |
| 2005  | Javier Sáez                        | Juan José Abril                 | Sergio Bernardo           |
| 2006  | Manuel Jiménez Ruiz                | David Gutiérrez Gutiérrez       | Marconi Durán             |
| 2007  | David Gutiérrez Gutiérrez          | Miguel Ángel Candil             | Juan Carlos Escámez       |
| 2008  | David Belda                        | José de Segovia                 | Raúl García de Mateos     |
| 2009  | Raúl Castaño                       | Rafael Rodríguez Segarra        | Gustavo Rodriguez         |
| 2010  | Ángel Vallejo                      | Raúl García de Mateos           | Moisés Dueñas             |
| 2011  | Antonio Olmo                       | Israel Pérez                    | Raúl García de Mateos     |
| 2012  | Moisés Dueñas                      | Arkaitz Durán                   | Miguel Ángel Benito       |
| 2013  | Ángel Vallejo                      | Oleh Chuzhda                    | Víctor Martín             |
| 2014  | José de Segovia                    | Martín Lestido                  | Imanol Estévez            |
| 2015  | Iván Martínez                      | Miguel Gómez                    | Sergio Rodríguez Reche    |
| 2016  | Manuel Sozinha                     | Wolfgang Burmann                | Sergio Rodríguez Reche    |
| 2017  | Mauricio Moreira                   | Antonio Gómez de la Torre       | Freddy Ovett              |
| 2018. | Eusebio Pascual                    | Pablo Guerreiro                 | Diego Noriega             |
| 2019  | Iván Moreno                        | Alejandro Ropero                | Martí Márquez             |
| 2020  | Josu Etxeberria                    | Samuel Blanco                   | Raúl García Pierna        |

### Vitórias por países
| Vitórias País |            |
| ------------- | ---------- |
| 30            | Espanha    |
| 1             | Portugal   |
| 1             | Dinamarca  |
| 1             | Costa Rica |
| 1             | México     |
| 1             | Uruguai    |